# Edgardo Moltoni
Edgardo Moltoni  (Oneglia, 5 juin 1896 - Milan, 12 janvier 1980) est un ornithologue italien, conservateur de la collection ornithologique du comte Ercole Turati (1829-1881) de 1922 à 1951, puis directeur du Muséum d'histoire naturelle de Milan, de 1951 à 1964.
En 1938, il dédie le corbin de Stresemann (Zavattariornis stresemanni) à Edoardo Zavattari (1883-1972) et à Erwin Stresemann (1889-1972).
La fauvette de Moltoni (Sylvia cantillans moltonii) lui est dédiée par Orlando en 1937.